# Трактор (стадион, Минск)
«Тра́ктор» (бел. Трактар) — стадион в Минске, ранее известный как ДСО «Красное знамя». Домашний стадион футбольного клуба «Минск».

## История

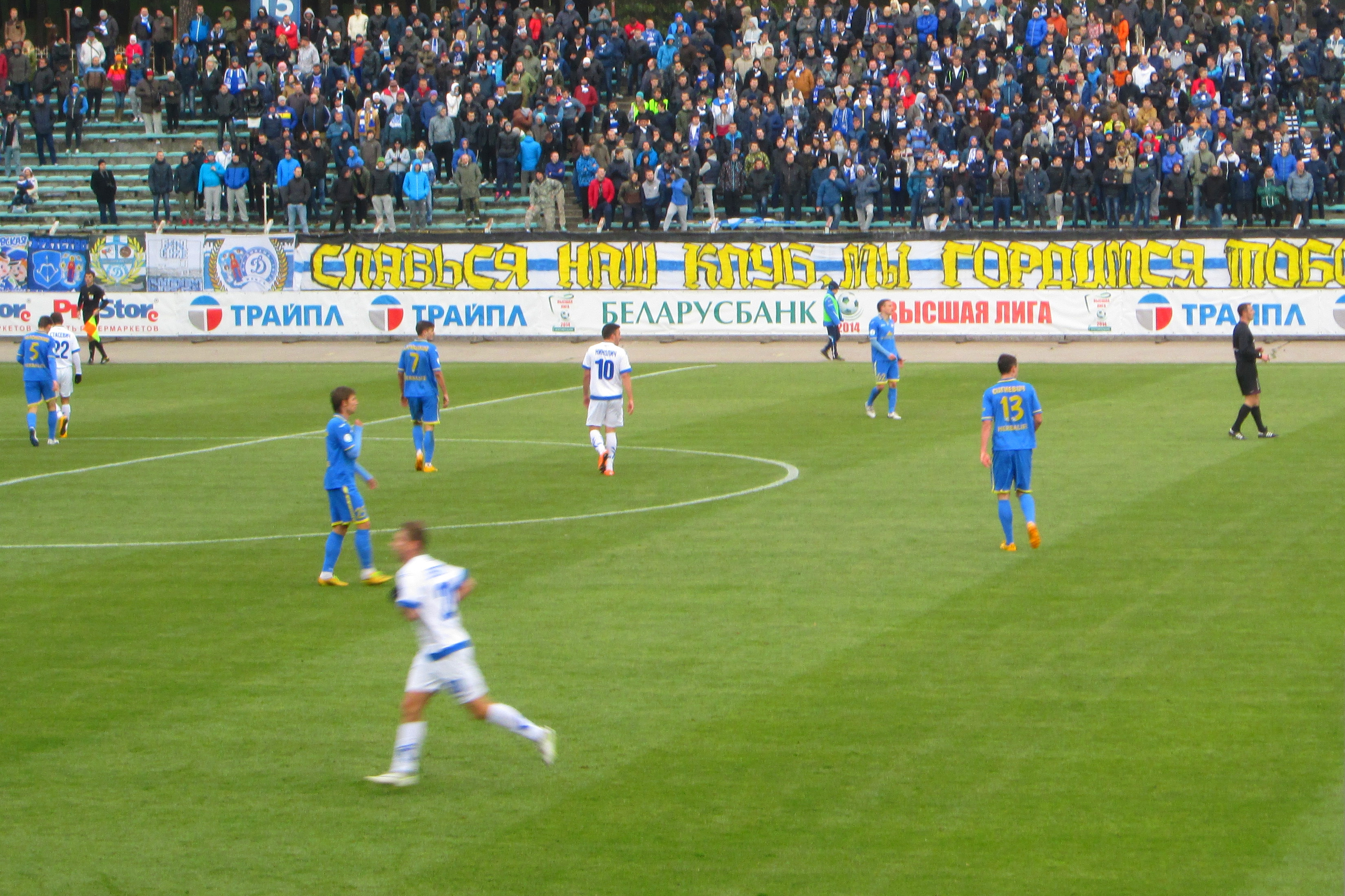
Матч «Динамо» (Минск) — БАТЭ на «Тракторе»

Начало строительства стадиона «Трактор» — 50-е годы XX века.
Бульдозерами выравнивали землю и раскорчевали часть прилегающего леса. Были установлены несколько скамеек и начали проводить соревнования по футболу среди производственных коллективов Минского тракторного завода, в те далекие времена стадион принадлежал Областному совету «Красное Знамя», а уже в конце 1950-х годов был возведён 1-й ярус стадиона.
В 1976 году Областной совет «Красное Знамя» передал стадион на баланс МТЗ. В том же году началась первая реконструкция стадиона. Она началась со строительства верхнего яруса с одновременной возведением насыпных земляных трибун, установкой электроосвещения и дренажа футбольного поля. Было заложено запасное поле.
В 1978 году после закрытия стадиона «Динамо» на капитальный ремонт первенство СССР по футболу начали проводить на «Тракторе», в том числе и соревнования по легкой атлетике. Во время Олимпиады 1980 года «Трактор» стал олимпийской резервной ареной.
29 сентября 1979 года после матча высшей лиги СССР между минским и московским «Динамо» из-за отсутствия специальных «рассекателей», ограждающих сектора друг от друга, при выходе болельщиков со стадиона возникла давка. Погибло 4 человека и около 30 получили ранения и тяжелые травмы.
В таком виде стадион просуществовал до второй реконструкции, которая началась в 1997 году и закончилась в мае 2000 года. Стадион приобрёл современный вид. Были установлены пластиковые сиденья, вместо земляных трибун появились железобетонные, подтрибунные помещения стали соответствовать европейским стандартам.
В 2010 году появились планы по созданию на базе стадиона спортивно-развлекательного комплекса.
29 мая 2011 года на стадионе состоялся финальный матч Кубка Беларуси по футболу, в котором ФК «Гомель» со счётом 2:0 переиграл «Неман».
С 2013 по 2018 годы на стадионе проводило домашние матчи минское «Динамо», а также в качестве резервного в 2019 году.
С 2019 до 2025 года в непосредственной близости от «Трактора» строился Национальный футбольный стадион.
14 Ноября 2024 года стадион был открыт после реконструкции. Был передан ФК «Минск».

## Игры турниров УЕФА
«Минск»
Молодежная Лига чемпионов
2018/2019-1/2(Плей-офф победителей)
«Динамо»
Лига Европы - Квалификация
2014/2015
1/4 финала
2015/2016
1/4 финала
2016/2017
1/8 финала(Посещаемость: 1700); 1/4 финала (Посещаемость: 1286); 1/2 финала(Посещаемость: 7500)
2017/2018
1/8 финала (Посещаемость: 3480); 1/4 финала (Посещаемость: 3480); 1/2 финала (Посещаемость: 3670) 

## Концерты и музыкальные мероприятия
- Роберт Плант — 12 августа 2003 года.